# Renato Dirnei Florêncio
Renato Dirnei Florêncio (nascut el 15 de maig de 1979 a Santa Mercedes) és un futbolista brasiler que juga actualment al Sevilla FC.

## Palmarès

### Club
Santos
- Campionat brasiler de futbol: 2002, 2004

Sevilla
- Copa de la UEFA: 2005–06, 2006–07
- Copa del Rei de futbol: 2006–07, 2009–10

Botafogo
- Campionat carioca: 2013

### País
- Copa Amèrica de futbol: 2004
- Copa Confederacions de la FIFA: 2005

### Individual
- Bola de Ouro: 2003